# Aeroportul Lifuka Island
Aeroportul Lifuka Island (IATA: HPA, ICAO: NFTL) este un aeroport din Lifuka⁠(d), Haʻapai district⁠(d), Tonga.
Situat la o altitudine de 9 m, aeroportul dispune de o singură pistă.